# Estádio Viking
O Viking Stadion é um estádio de futebol da cidade Stavanger, na Noruega. Foi inaugurado em Maio de 2004, no lugar do antigo Stavanger Stadion, como estádio do Viking F.K..
É considerado o melhor estádio da Noruega, e possui capacidade para receber pouco mais 18.000 espectadores.